# Press Play (empresa)
Press Play foi um estúdio de desenvolvimento de jogos eletrônicos sediado no centro de Copenhague, na Dinamarca. Desde 2006, o Press Play lançou cinco títulos, incluindo Max & the Magic Marker, Max: The Curse of Brotherhood e Kalimba.
Em 2012, o estúdio foi adquirido pela Microsoft e a Press Play fazia parte da família Microsoft Studios junto com outros estúdios como 343 Industries, Rare, Lionhead Studios, Turn 10 Studios e Twisted Pixel Games. Em 7 de março de 2016, a Microsoft anunciou o plano de fechar o Press Play, e seu título, Knoxville, foi cancelado. Em 10 de março de 2016, o Press Play foi oficialmente fechado pela Microsoft Studios. Após o fechamento, os fundadores do Press Play fundaram um novo estúdio chamado Flashbulb Games e está trabalhando em um novo jogo sandbox chamado Trailmakers.
Em 10 de novembro de 2016, o Flashbulb adquiriu o Press Play e sua biblioteca de jogos para republicar com o nome Flashbulb, incluindo Kalimba, Tentacles: Enter the Mind e Max: The Curse of Brotherhood.

## Jogos
| Título                        | Ano       | Platforma(s) | Platforma(s) | Platforma(s) | Platforma(s) | Platforma(s) | Platforma(s) | Platforma(s)      | Platforma(s)  | Platforma(s) | Platforma(s) |
| Título                        | Ano       | Android      | iOS          | Mac OS       | Nintendo DS  | PSN          | Wii          | Microsoft Windows | Windows Phone | Xbox 360     | Xbox One     |
| ----------------------------- | --------- | ------------ | ------------ | ------------ | ------------ | ------------ | ------------ | ----------------- | ------------- | ------------ | ------------ |
| Max & the Magic Marker        | 2010      | Não          | Sim          | Sim          | Sim          | Sim          | Sim          | Sim               | Sim           | Não          | Não          |
| Tentacles: Enter the Dolphin  | 2012      | Sim          | Sim          | Não          | Não          | Não          | Não          | Não               | Sim           | Não          | Não          |
| Max: The Curse of Brotherhood | 2013      | Não          | Não          | Não          | Não          | Sim          | Não          | Sim               | Não           | Sim          | Sim          |
| Tentacles: Enter the Mind     | 2014      | Sim          | Sim          | Não          | Não          | Não          | Não          | Sim               | Sim           | Não          | Não          |
| Kalimba                       | 2014      | Não          | Não          | Não          | Não          | Não          | Não          | Sim               | Não           | Não          | Sim          |
| Knoxville                     | Cancelado | Não          | Não          | Não          | Não          | Não          | Não          | Não               | Não           | Não          | Sim          |